# Facultad de Arquitectura, Urbanismo y Diseño (Universidad Nacional de San Juan)
La Facultad de Arquitectura Urbanismo y Diseño o FAUD (Facultad de Arquitectura Urbanismo y Diseño) es una institución docente donde se imparten estudios superiores, una de las cinco que conforman la Universidad Nacional de San Juan.

## Historia

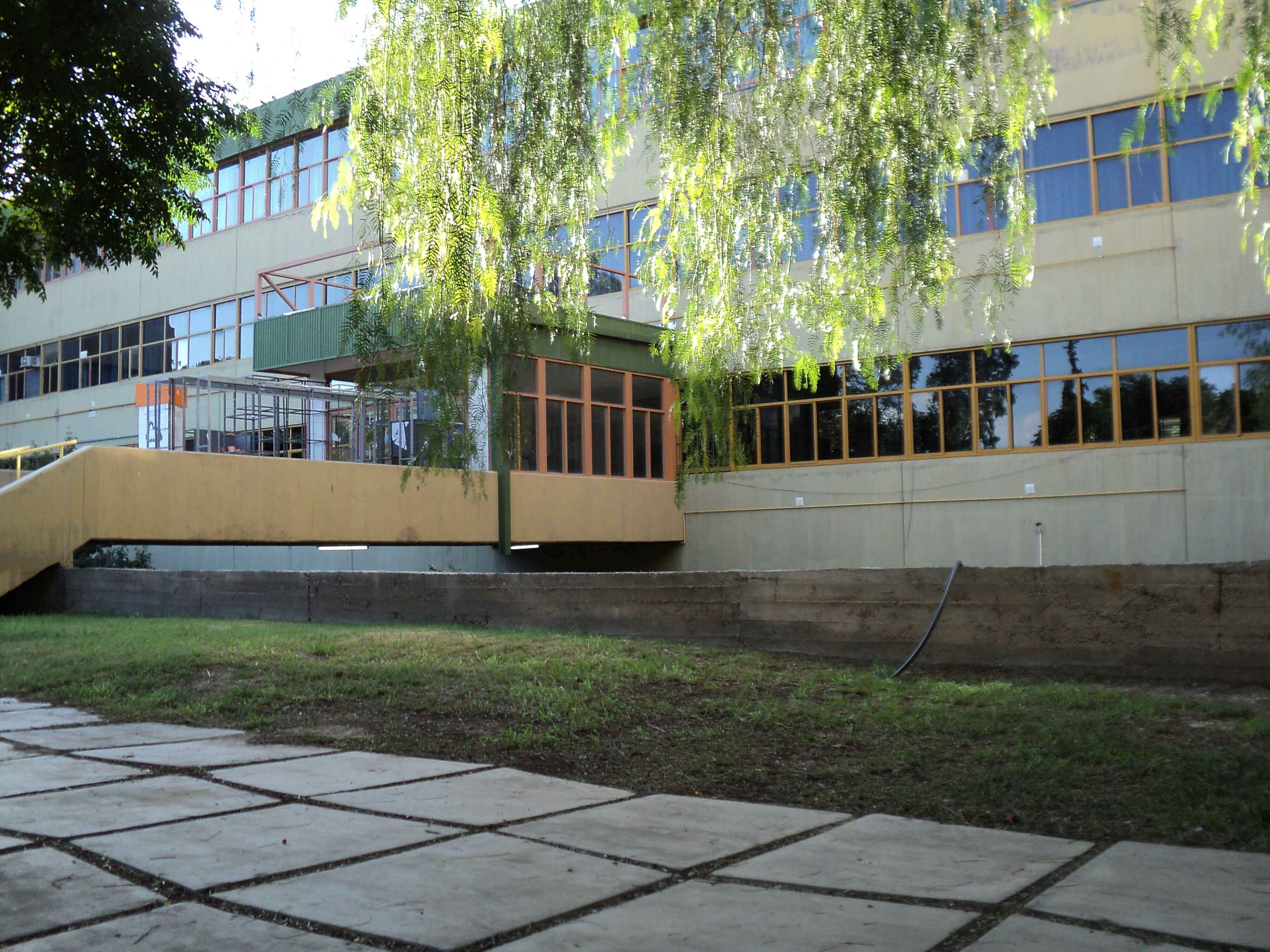
La cara posterior del edificio

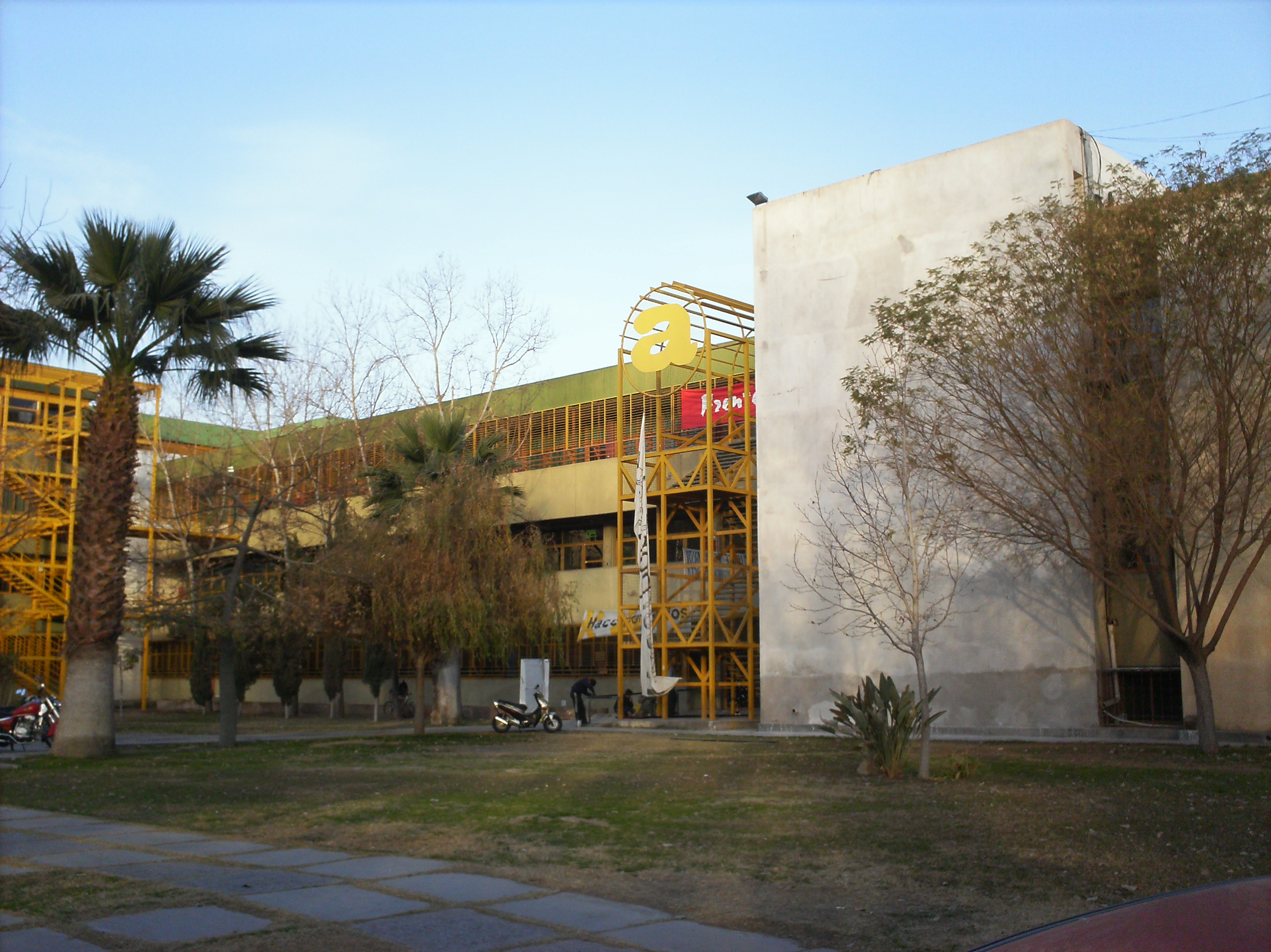
El edificio donde funcionan las 3 carreras universitarias.

La Facultad de Arquitectura, Urbanismo y Diseño fue en gran medida hija del terremoto de enero de 1944, que dejó a San Juan en ruinas. Con la necesidad de formar especialistas locales surge, desde el seno del consejo constituido para la "reconstrucción de San Juan", la idea de crear una escuela para arquitectos. El 11 de julio de 1950 se designa una Comisión para preparar un anteproyecto sobre la creación de la Carrera de Arquitectura. A partir del mismo el 30 de septiembre de 1950 se sanciona la Ley N.º 14.016, que creó la Escuela de Arquitectura. Esta escuela se integró junto a la Facultad de Ingeniería en 1974, y en 1983 se separó y consolidó como Facultad de Arquitectura.

## Carreras
- Arquitectura y Urbanismo
- Diseño Industrial
- Diseño Gráfico